# Klein-Eichholz

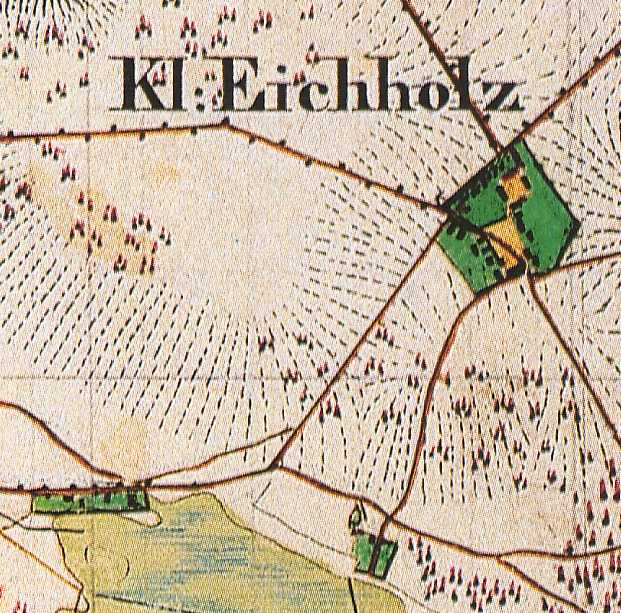
Klein-Eichholz auf dem Urmesstischblatt von 1841. Unten am Bild (ohne Name) ist die Kolonie Klein-Eichholz bereits verzeichnet.

Klein-Eichholz (früher auch Klein Eichholz oder Kleineichholz) ist ein Gemeindeteil von Streganz, einem Ortsteil der Gemeinde Heidesee im Landkreis Dahme-Spreewald (Land Brandenburg). Klein-Eichholz wurde 1321 erstmals urkundlich genannt und war bis zur Eingemeindung nach Streganz im Jahre 1939 eine eigenständige Gemeinde.

## Geschichte

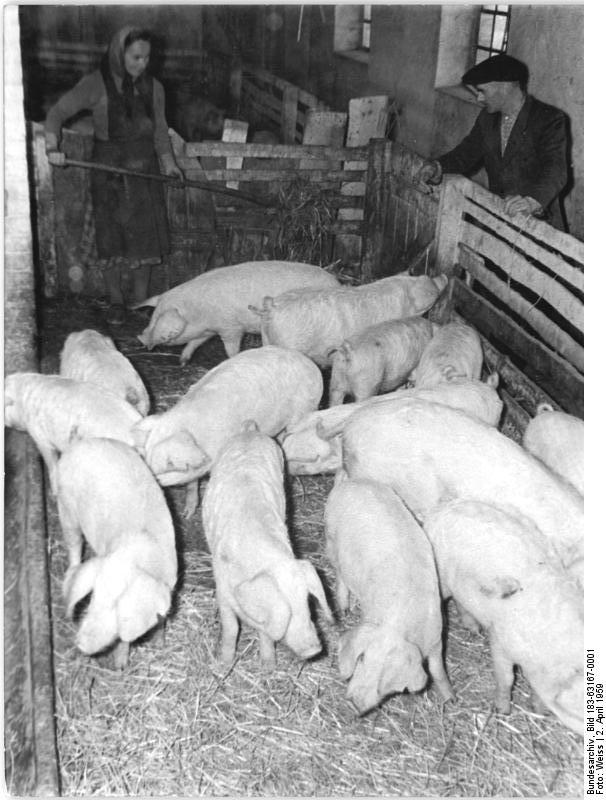
Bauern im Schweinestall der LPG „Makarenko“ (Bundesarchiv)

Der Ort wurde bereits 1321 als Eichholtcz erstmals urkundlich erwähnt. 1492 hatte der Richter (= Schulze) von Klein-Eichholz Fischereirechte in einem namentlich nicht genannten See, vermutlich in dem auf der ehemaligen Gemarkung von Klein-Eichholz liegenden Ziestsee. 1565 wurde der Ort Hohen Eichholtz genannt. 1560 hatte der Richter und die Bauern die Fischereirechte in den umliegenden Seen und auf der Dahme. 1576 wird nur ein Häusler genannt (der einzige Bewohner des Dorfes?, oder der erste Häusler im Ort?). 1600 war die Feldmark des Ortes in 5½ Ritterhufen und 6 Bauernhufen eingeteilt (1727: 8 Hufen; 1801: 5½ Ritterhufen, 8½ Bauernhufen). Es wohnten, vermutlich neben den Bauern, noch zwei Kossäten und ein Hirte im Ort. 1692 sind die Bauern- und Kossätenstellen unbesetzt. Die Ritter- und Bauernhufen, auch das Kossätenland wurde von der Ortsherrschaft genutzt. Die Schäferei war verpachtet an einen Pachtschäfer. Die wenigen Dorfbewohner durften deshalb keine Schafe halten. Auch die Fischereirechte waren verloren gegangen. 1718 wohnten wieder 5 Kossäten und 5 Büdner im Ort. 1745 wohnte nur noch ein Kossät im Ort, dafür 7 Häusler. 1775 wurden neben dem einen Kossäten 8 Büdner genannt, die in Klein-Eichholz lebten. 1810 wurden die Vorwerke Kolberg und Klein-Eichholz zusammen in Erbpacht verkauft. In Klein Eichholz allein gehörten dazu 948 Morgen 179 QR Acker, 1 Morgen 49 QR Garten und 18 Morgen 119 QR private Hütung. Der (gemeinsame) Forst umfasste 1200 Morgen und wurde auch zur Waldweide genutzt. Zum Erbpachtgut gehörte auch die Fischerei im Langen- (bei Kolberg) und im Ziestsee, eine Ziegelei (bei Kolberg) und ein Torfstich, ebenfalls bei Kolberg. Der Erbpächter Kammerrat Kiekebusch bezahlte eine jährliche Pacht von 1080 Talern und ein einmaliges Erbstandsgeld in Höhe von 6550 Talern. 1830 war das Gut Klein-Eichholz nach der Zwangsversteigerung aus der Hand des Amtmanns Kiekebusch vom Amt Wusterhausen zurück erworben worden und erneut zur Erbpacht ausgeschrieben. 1833 war es im Besitz des Chemikers A. F. Schöpfer. 1854 bis 1860 gehörte es Friedrich Wilhelm Ludwig Fintelmann 1900–1906 war das Gut im Besitz eines Lothar Meyer.
1837 wurden in Klein-Eichholz 13 Wohnhäuser gezählt. Schon vor 1841 war auf der Feldmark, südlich des Ortskerns der Wohnplatz Kolonie Kleineichholz entstanden. 1856 wohnten ein Kossät und acht Büdner im Ort. 1858 wurden neben den 13 Wohnhäusern auch 20 Wirtschaftsgebäude erfasst. 1900 wurden dagegen nur 11 Häuser registriert, 1931 dann wieder 14 Wohnhäuser. 1960 wurde in Streganz eine LPG Typ III mit 114 Mitgliedern gegründet, die 569 ha Nutzfläche im Ortsteil Kleineichholz bewirtschaftete. 1962 wurde die LPG Typ I in Prieros an die LPG Streganz/Kleineichholz „Makarenko“ angeschlossen.
| Jahr | Einwohner |
| ---- | --------- |
| 1774 | 33        |
| 1801 | 43        |
| 1817 | 33        |
| 1837 | 82        |
| 1858 | 95        |
| 1895 | 103       |
| 1925 | 100       |

## Besitz- und Kommunalgeschichte
Klein-Eichholz gehörte, wie auch das benachbarte Kolberg vor 1555 dem Iheronimuß Reiche, Bürgermeister zu Berlin. Er hatte die beiden Dörfer dem Georg von Langen abgekauft und dafür den Konsens vom Lebuser Bischof Johann VIII. Horneburg erhalten. Vor 1560 hatten die Herren von Queis die beiden Dörfer erworben, die sie in diesem Jahr an die von Bernheim verkauften. Am 12. Juli 1560 erhielten die Brüder Kuno und Friedrich von Bernheim den Lehnbrief für Kolberg und Klein Eichholz. Von da an hatten Klein-Eichholz und Kolberg bis ins 19. Jahrhundert hinein eine gemeinsame Besitzgeschichte. Die Brüder Kuno und Friedrich von Bernheim verkauften die beiden Dörfer bereits 1565 an Bastian von Wins. 1565 musste der Besitzer von Kolberg und Klein-Eichholz ein halbes Ritterpferd stellen. 1571 erhielt Bastian von Wins den Lehnbrief über Kolberg und Klein Eichholz. Mitbelehnt waren seine drei Brüder Anton, Christoph und Andreas 1564 hatten sie sich untereinander verglichen, dass Anton das Gut Blankenburg erhielt; er musste seine Brüder mit je 300 Gulden abfinden. Der einzige der vier Brüder, der hinterließ war Christoph, der die Söhne Joachim und Wolf Christoph sowie eine Tochter Elisabeth (verh. mit Arndt von Radys). 1623 waren die Neffen des Bastian, Joachim und Wolf Christoph im Besitz von Kolberg und Klein Eichholz. sowie Streganz. Joachim von Wins hatte 1612 Ursula von Otterstedt, Tochter des Baltzer von Otterstedt auf Dahlewitz geheiratet. Über die Nachkommenschaft des Wolf Christoph, er hatte zwei Söhne Andreas und Anton, ist nichts bekannt. 1655 erhielt der brandenburgische Obrist-Wachtmeister Joachim von Wins. ein Sohn des obigen Joachim von Wins, den Lehnbrief für die beiden Dörfer; ihm gehörte auch Streganz. Er war zweimal verheiratet, in erster Ehe mit Eva von Ilow und in zweiter Ehe mit deren Schwester Barbara Margerethe von Ilow. Aus der letzteren Ehe stammte der Sohn Wolf Christoph. Dieser heiratete 1665 Margarethe v. Maltitz, Tochter des Hans Otto von Maltitz und der Margaretha von Lehwald. Wolf Christoph starb 1672, denn seine Witwe suchte in diesem Jahr einen Vormund für ihren noch unmündigen Sohn. Erbe von Klein-Eichholz, Kolberg und Streganz war der Sohn Christoph Ehrentreich. Er hatte einen Sohn Johann Sigismund Ehrenreich. 1684 bis 1694 musste Christoph Ehrentreich allerdings eine Hälfte von Kolberg und Klein-Eichholz auf Wiederkauf veräußern. 1684 bis 1688 war diese Hälfte im Besitz des Kammergerichtsadvokaten Gericke, dann bis 1694 im Besitz eines von Burgsdorf. Danach konnte Christoph Ehrenreich von Wins diese Hälfte zurück erwerben und erhielt die Belehnung. 1709 bestätigte Friedrich I. die Belehnung von Christoph Ehrenreich von Wins mit den beiden Dörfern. 1718 vergleichen sich die Brüder von Wins wegen Klein Eichholz, Kolberg und Streganz. Klein Eichholz und Kolberg fielen an Adam Christoph von Wins. Adam Christoph war mit einer Marie Dorothea Gans Edlen von Putlitz verheiratet. Aus der Ehe gingen sieben Söhne und drei Töchter hervor: Georg Wilhelm, Albrecht Wilhelm, Carl Christoph, Friedrich Sigismund, Johann Friedrich, Adam Leopold und Ernst Ludwig sowie Charlotte Dorothea (verh. mit einem Freiherrn Gans zu Putlitz), Marie (Stiftsfräulein in Arendsee) und Eleonore Marie (Stiftsfräulein zu Heiligengrabe). Adam Christoph von Wins verkaufte 1730 Kolberg und Klein-Eichholz für 14.000 Taler an den preußischen König Friedrich Wilhelm I., „den Soldatenkönig“. Dieser wies die beiden Orte dem Amt Blossin zu, das zur Herrschaft Königs Wusterhausen gehörte. 1810 wurden die Vorwerke Kolberg und Klein-Eichholz zusammen in Erbpacht ausgetan. Der Erbpächter Kammerrat Adolph Ferdinand Kiekebusch bezahlte eine jährliche Pacht von 1.080 Talern und ein einmaliges Erbstandsgeld in Höhe von 6550 Talern. 1830 wurde das Vorwerk Klein Eichholz in einer Zwangsversteigerung zurückgekauft und 1833 erneut an einen Schoepfer für eine jährliche Pachtsumme von 265 Talern und einem Erbstandsgeld von 1.600 Talern erneut verpachtet. Berghaus nennt für um/vor 1856 ein Besitzer namens Karl Friedrich Graetz.
1849 wurden der Gemeindebezirk und der Gutsbezirk Klein-Eichholz geschaffen, die erst 1928 zur Gemeinde Kleineichholz vereinigt wurden. Mit der Kreisreform von 1872/74 wurden Amtsbezirke geschaffen. Klein-Eichholz bildete zusammen mit den Gemeinden Dolgenbrodt, Görsdorf b. Storkow, Kolberg und Prieros sowie den Gutsbezirken Busch, Klein-Eichholz und Kolberg den Amtsbezirk 12 Görsdorf im Kreis Beeskow-Storkow. Amtsvorsteher war Rittmeister a. D. und Gutsbesitzer von Kolberg von Berg, Stellvertreter der Gutspächter Schade auf dem Vorwerk Busch.
1931 hatte Klein-Eichholz den Status einer Landgemeinde mit dem Wohnplatz Kolonie Klein-Eichholz. Am 1. April 1939 wurde Klein-Eichholz nach Streganz eingemeindet. Es war von 1945 bis 1956 ein Wohnplatz von Streganz, ab 1957 ein Ortsteil. Zum 26. Juni 1992 schloss sich Streganz mit 11 anderen Gemeinden zum Amt Friedersdorf zusammen.
Zum 26. Oktober wurde Streganz (einschließlich Klein-Eichholz) per Gesetz in die Gemeinde Heidesee eingegliedert. Seither ist Klein-Eichholz ein Gemeindeteil von Streganz, d. h. ohne politische Vertretung. Der Ortsbeirat von Streganz besteht aus 3 Mitgliedern. Ortsvorsteher ist Daniel Fiedeler (2018).
Der Ort gehörte zur Herrschaft Storkow, die 1518 an den Bischof von Lebus und 1556 an das Kurfürstentum Brandenburg kam. Sie schied damit aus dem Markgraftum Niederlausitz aus. Aus den Herrschaften Beeskow und Storkow bildete sich im weiteren Verlauf der Beeskow-Storkowische Kreis heraus. 1816 wurde die Herrschaft mit dem Kreis Teltow zum Teltow-Storkowischen Kreis vereinigt, der aber 1835 wieder aufgelöst wurde. Storkow wurde wieder mit der früheren Herrschaft Beeskow zum Kreis Beeskow vereinigt. 1950 bis 1952 gehörte Streganz mit Klein-Eichholz zum Kreis Fürstenwalde, bevor dieser Kreis in der großen Kreisreform von 1952 neu zugeschnitten wurde. Streganz mit Klein-Eichholz wurden nun dem Kreis Königs Wusterhausen zugewiesen. 1993 entstand der Landkreis Dahme-Spreewald.

## Anmerkung
1. ↑  Nach dem Schölzel, Historisches Ortslexikon, S. 69 gehörte Klein-Eichholz von 1946 bis 1956 zur Gemeinde Kolberg.